# Illja Putrja
Illja Hermanovyč Putrja (in ucraino Ілля Германович Путря?; Berdjans'k, 15 maggio 1998) è un calciatore ucraino, centrocampista del LNZ Čerkasy.

## Carriera

### Club
Prodotto del settore giovanile dello Šachtar, nel 2018 viene acquistato dal Mariupol'; debutta fra i professionisti il 31 ottobre seguente in occasione dell'incontro di Kubok Ukraïny perso 3-1 contro l'Inhulec'.
Nel 2020 passa a titolo definitivo al Čornomorec'.

### Nazionale
Ha giocato nella nazionale ucraina Under-21.

## Statistiche

### Presenze e reti nei club
Statistiche aggiornate al 6 dicembre 2021.
| Stagione        | Squadra         | Campionato      | Campionato | Campionato | Coppe nazionali | Coppe nazionali | Coppe nazionali | Coppe continentali | Coppe continentali | Coppe continentali | Altre coppe | Altre coppe | Altre coppe | Totale | Totale |
| Stagione        | Squadra         | Comp            | Pres       | Reti       | Comp            | Pres            | Reti            | Comp               | Pres               | Reti               | Comp        | Pres        | Reti        | Pres   | Reti   |
| --------------- | --------------- | --------------- | ---------- | ---------- | --------------- | --------------- | --------------- | ------------------ | ------------------ | ------------------ | ----------- | ----------- | ----------- | ------ | ------ |
| 2018-2019       | Mariupol'       | PL              | 4          | 0          | CU              | 1               | 0               |                    | -                  | -                  |             | -           | -           | 5      | 0      |
| 2019-2020       | Mariupol'       | PL              | 8          | 2          | CU              | 2               | 0               |                    | -                  | -                  |             | -           | -           | 9      | 2      |
| 2020-2021       | Čornomorec'     | 1L              | 23         | 2          | CU              | 1               | 0               |                    | -                  | -                  |             | -           | -           | 24     | 2      |
| 2021-2022       | Čornomorec'     | PL              | 13         | 1          | CU              | 1               | 0               |                    | -                  | -                  |             | -           | -           | 14     | 1      |
| Totale carriera | Totale carriera | Totale carriera | 48         | 5          |                 | 5               | 0               |                    | -                  | -                  |             | -           | -           | 53     | 5      |